# 若葉のころ (映画)
『若葉のころ』（わかばのころ、原題：五月一號、英語題：First of May）は、2015年に制作された台湾映画。
ビージーズの名曲「若葉のころ」をモチーフに、母が17歳だった1982年と娘が17歳の2013年を舞台としてそれぞれの初恋を描いた恋愛映画。

## キャスト
- バイ／1982年のワン・レイ：ルゥルゥ・チェン
- 2013年のリン・クーミン：リッチー・レン
- 2013年のワン・レイ：アリッサ・チア
- 1982年のリン・クーミン：シー・チーティアン
- シャオ・ユーウェイ
- アンダーソン・チェン

## スタッフ
- 監督・原案：ジョウ・グータイ
- 脚本：ユアン・チュンチュン
- 製作総指揮：リャオ・チンソン